# Parafia św. Wojciecha Biskupa i Męczennika w Mąkolicach
Parafia św. Wojciecha Biskupa i Męczennika w Mąkolicach – rzymskokatolicka parafia należąca do dekanatu Głowno diecezji łowickiej.
Erygowana w 1444.
Miejscowości należące do parafii: Feliksów, Mąkolice i Wola Mąkolska.